# Rountzenheim-Auenheim
Rountzenheim-Auenheim [ʁuntsənaim awənaim] est une commune nouvelle française résultant de la fusion — au 1er janvier 2019 — des communes d'Auenheim et de Rountzenheim, située dans la circonscription administrative du Bas-Rhin et, depuis le 1er janvier 2021, dans le territoire de la Collectivité européenne d'Alsace, en région Grand Est.

## Géographie
| Haguenau     | Leutenheim            |            |
| Soufflenheim | Rountzenheim-Auenheim | Rœschwoog  |
| Sessenheim   | Stattmatten           | Fort-Louis |

### Hydrographie

#### Réseau hydrographique
La commune est dans le bassin versant du Rhin au sein du bassin Rhin-Meuse. Elle est drainée par la Moder, le ruisseau l'Eberbach et le ruisseau Landgraben,.
La Moder, d'une longueur de 82 km, prend sa source dans la commune de Zittersheim et se jette  dans le Rhin en rive gauche à Beinheim, après avoir traversé 29 communes.
L'Eberbach, d'une longueur de 44 km, prend sa source dans la commune de Gundershoffen et se jette  dans la Sauer à Forstfeld, après avoir traversé 14 communes. Les caractéristiques hydrologiques de l'Eberbach sont données par la station hydrologique située sur la commune de Leutenheim. Le débit moyen mensuel est de 0,868 m3/s. Le débit moyen journalier maximum est de 15,2 m3/s, atteint lors de la crue du 15 février 2005. Le débit instantané maximal est quant à lui de 16,7 m3/s, atteint le 14 février 2005.

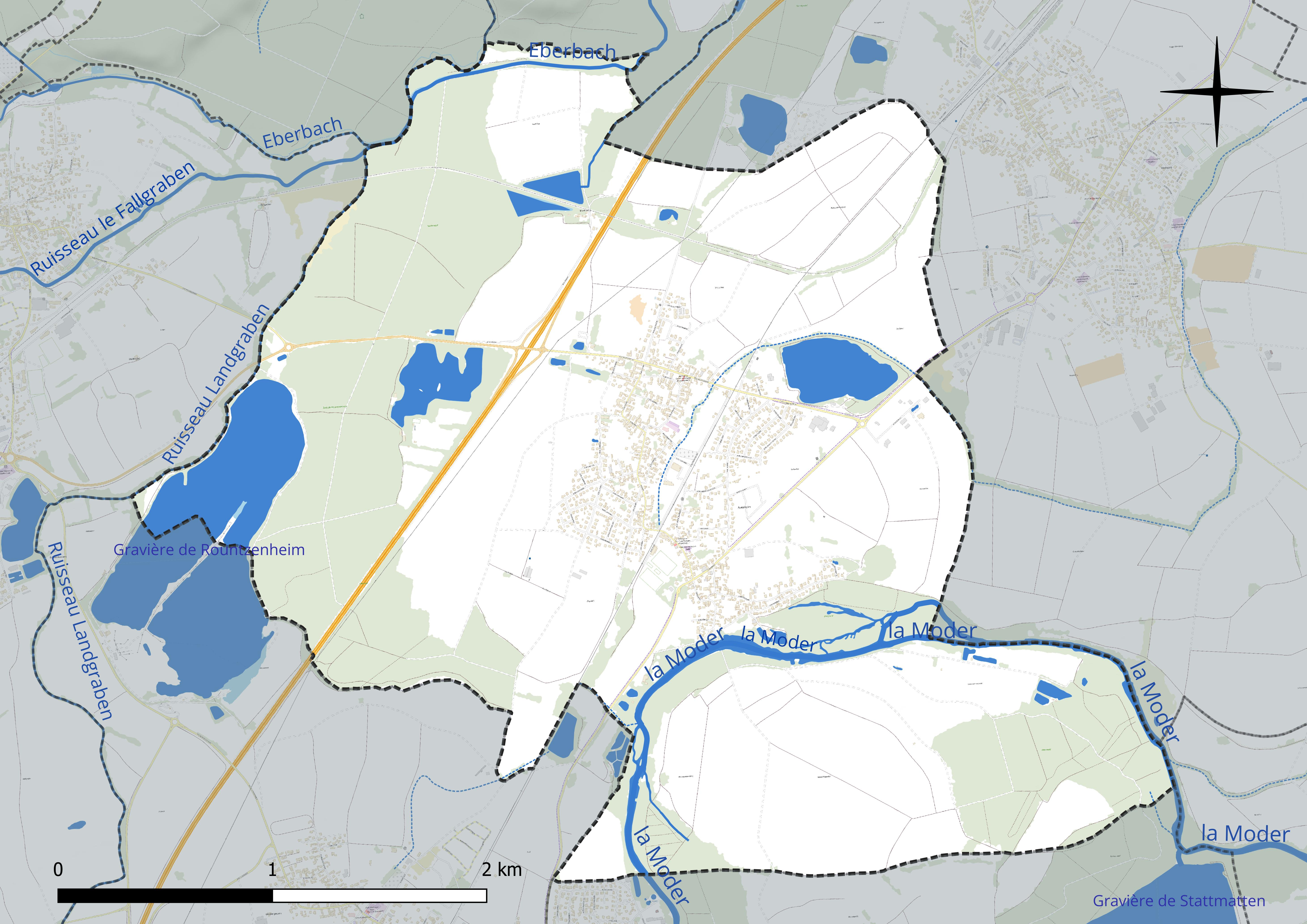
Réseau hydrographique de Rountzenheim-Auenheim.

Un plan d'eau complète le réseau hydrographique : la gravière de Rountzenheim, d'une superficie totale de 72 ha (29,8 ha sur la commune),.

#### Gestion et qualité des eaux
Le territoire communal est couvert par le schéma d'aménagement et de gestion des eaux (SAGE) « Ill Nappe Rhin ». Ce document de planification concerne la nappe phréatique rhénane, les cours d'eau de la plaine d'Alsace et du piémont oriental du Sundgau, les canaux situés entre l'Ill et le Rhin et les zones humides de la plaine d'Alsace. Le périmètre s’étend sur 3 596 km2. Il a été approuvé le 17 janvier 2005. La structure porteuse de l'élaboration et de la mise en œuvre est la région Grand Est.
La qualité des cours d’eau peut être consultée sur un site dédié géré par les agences de l’eau et l’Agence française pour la biodiversité.

### Climat
Pour des articles plus généraux, voir Climat du Grand Est et Climat du Bas-Rhin.
En 2010, le climat de la commune est de type climat des marges montargnardes, selon une étude du Centre national de la recherche scientifique s'appuyant sur une série de données couvrant la période 1971-2000. En 2020, Météo-France publie une typologie des climats de la France métropolitaine dans laquelle la commune est exposée à un climat semi-continental et est dans la région climatique Alsace, caractérisée par une pluviométrie faible, particulièrement en automne et en hiver, un été chaud et bien ensoleillé, une humidité de l’air basse au printemps et en été, des vents faibles et des brouillards fréquents en automne (25 à 30 jours).
Pour la période 1971-2000, la température annuelle moyenne est de 10,9 °C, avec une amplitude thermique annuelle de 18,1 °C. Le cumul annuel moyen de précipitations est de 849 mm, avec 10,7 jours de précipitations en janvier et 10,1 jours en juillet. Pour la période 1991-2020, la température moyenne annuelle observée sur la station météorologique de Météo-France la plus proche, « Scheibenhard », sur la commune de Scheibenhard à 20 km à vol d'oiseau, est de 11,8 °C et le cumul annuel moyen de précipitations est de 739,0 mm. 
La température maximale relevée sur cette station est de 38,8 °C, atteinte le 7 août 2015 ; la température minimale est de −15,2 °C, atteinte le 11 janvier 2009,,.
Les paramètres climatiques de la commune ont été estimés pour le milieu du siècle (2041-2070) selon différents scénarios d'émission de gaz à effet de serre à partir des nouvelles projections climatiques de référence DRIAS-2020. Ils sont consultables sur un site dédié publié par Météo-France en novembre 2022.

## Urbanisme

### Typologie
Au 1er janvier 2024, Rountzenheim-Auenheim est catégorisée bourg rural, selon la nouvelle grille communale de densité à sept niveaux définie par l'Insee en 2022.
Elle appartient à l'unité urbaine de Rœschwoog, une agglomération intra-départementale regroupant deux  communes, dont elle est une commune de la banlieue,,. La commune est en outre hors attraction des villes,.

## Histoire
La commune est créée au 1er janvier 2019 par un arrêté préfectoral du 17 septembre 2018. Son chef-lieu est fixé à Rountzenheim.

## Politique et administration

### Liste des maires
| Période        | Période     | Identité          | Étiquette | Qualité                                                                     |
| -------------- | ----------- | ----------------- | --------- | --------------------------------------------------------------------------- |
| 8 janvier 2019 | 25 mai 2020 | Joseph Ludwig     | DVD       | Retraité Maire d'Auenheim (2001 → 2018)                                     |
| 25 mai 2020    | En cours    | Bénédicte Klöpper | DVD       | Responsable d'affaires 3e vice-présidente de la CC du Pays Rhénan (2020 → ) |

### Communes déléguées
| Nom                  | Code Insee | Intercommunalité  | Superficie (km2) | Population (dernière pop. légale) | Densité (hab./km2) |
| -------------------- | ---------- | ----------------- | ---------------- | --------------------------------- | ------------------ |
| Rountzenheim (siège) | 67418      | CC du Pays Rhénan | 6,67             | 1 033 (2016)                      | 155                |
| Auenheim             | 67014      | CC du Pays Rhénan | 4,24             | 912 (2016)                        | 215                |

## Population et société

### Démographie
L'évolution du nombre d'habitants est connue à travers les recensements de la population effectués dans la commune depuis sa création.

En 2022, la commune comptait 2 000 habitants, en évolution de +2,83 % par rapport à 2016 (Bas-Rhin : +3,17 %, France hors Mayotte : +2,11 %).
| 2016  | 2021  | 2022  |
| ----- | ----- | ----- |
| 1 945 | 1 976 | 2 000 |

## Culture locale et patrimoine

### Héraldique
| Blason de Rountzenheim-Auenheim | Blason  | Deux écus accolés : 1. Parti, d'azur à un sablier surmonté d'un croissant versé, le tout d'or, et d'azur à trois fasces d'argent (qui est de Rountzenheim). 2. D'argent à une lettre M capitale, surmontée d'une croisette pattée et accompagnée de trois croisettes, deux aux flancs et une en pointe, le tout de sable (qui est d'Auenheim). |
| Blason de Rountzenheim-Auenheim | Détails | Présent sur le site de la mairie. |